# Guillermo Stradella
Guillermo Stradella (Argentina; 2 de enero de 1992) es un futbolista argentino naturalizado salvadoreño. Juega de extremo derecho y su equipo actual es el Inter FA de la Primera División de El Salvador.

## Trayectoria

### FAS
Debutó ante los pumas del Club Deportivo Universidad de El Salvador el 29 de julio de 2016, en la fecha inaugural del torneo Apertura. Ese año lo cerraría anotando 8 goles. En la jornada 6 del Apertura 2018 llegó a su partido número 100 con el FAS, ante el Club Deportivo Luis Ángel Firpo.
En el Torneo Apertura 2019, Club Deportivo FAS logra clasificarse a la final de la Primera División de El Salvador después de 4 años de ausencia, siendo el "Guishe" pieza clave durante todo el torneo y anotando un gol en semifinales ante el Santa Tecla Fútbol Club.

## Clubes
| Club       | País        | Año             |
| ---------- | ----------- | --------------- |
| Portuguesa | Venezuela   | 2014 - 2015     |
| Ben Hur    | Argentina   | 2015 - 2016     |
| FAS        | El Salvador | 2016 - presente |

## Palmarés
| Título           | Club | País        | Torneo        |
| ---------------- | ---- | ----------- | ------------- |
| Primera División | FAS  | El Salvador | Clausura 2021 |
| Primera División | FAS  | El Salvador | Apertura 2022 |